# Moto Guzzi
Moto Guzzi est un constructeur de motos italien situé dans la région du lac de Côme, en Lombardie. Il s'agit de la marque de moto en production continue la plus ancienne d'Europe. Elle fête son centenaire en 2021.

## Historique

### Origines
L'histoire de la marque italienne  Moto Guzzi commence lorsque trois jeunes gens d'origines fort diverses, Giorgio Parodi, Giovanni Ravelli (it) et Carlo Guzzi (it) se retrouvèrent enrôlés, au cours de la Première Guerre mondiale, dans la même escadrille. C'est là qu'ils projetèrent en commun de se lancer dans la fabrication de motos une fois les hostilités terminées.
Mais le destin ne voulut pas qu'il en soit ainsi : quelques jours avant la fin de la guerre, l'avion de Ravelli fut abattu.
En souvenir, Guzzi et Parodi adoptèrent l'aigle, symbole de leur escadrille, en guise d'emblème de la marque qui porta le nom de Guzzi. Parodi apporta essentiellement le financement nécessaire au démarrage de l'affaire.
Ces débuts sous les auspices de l'aviation expliquent pourquoi nombre de modèles de Moto Guzzi reçurent des noms d'oiseaux, un peu comme chez les avionneurs de l'entre-deux-guerres : on peut citer les 500 Falcone (faucon) et Condor, la 250 de course Albatros, sa demi-sœur routière l'Airone (héron), le scooter Galletto (coq), le petit vélomoteur Cardellino (chardonneret), etc.

### Début de la production

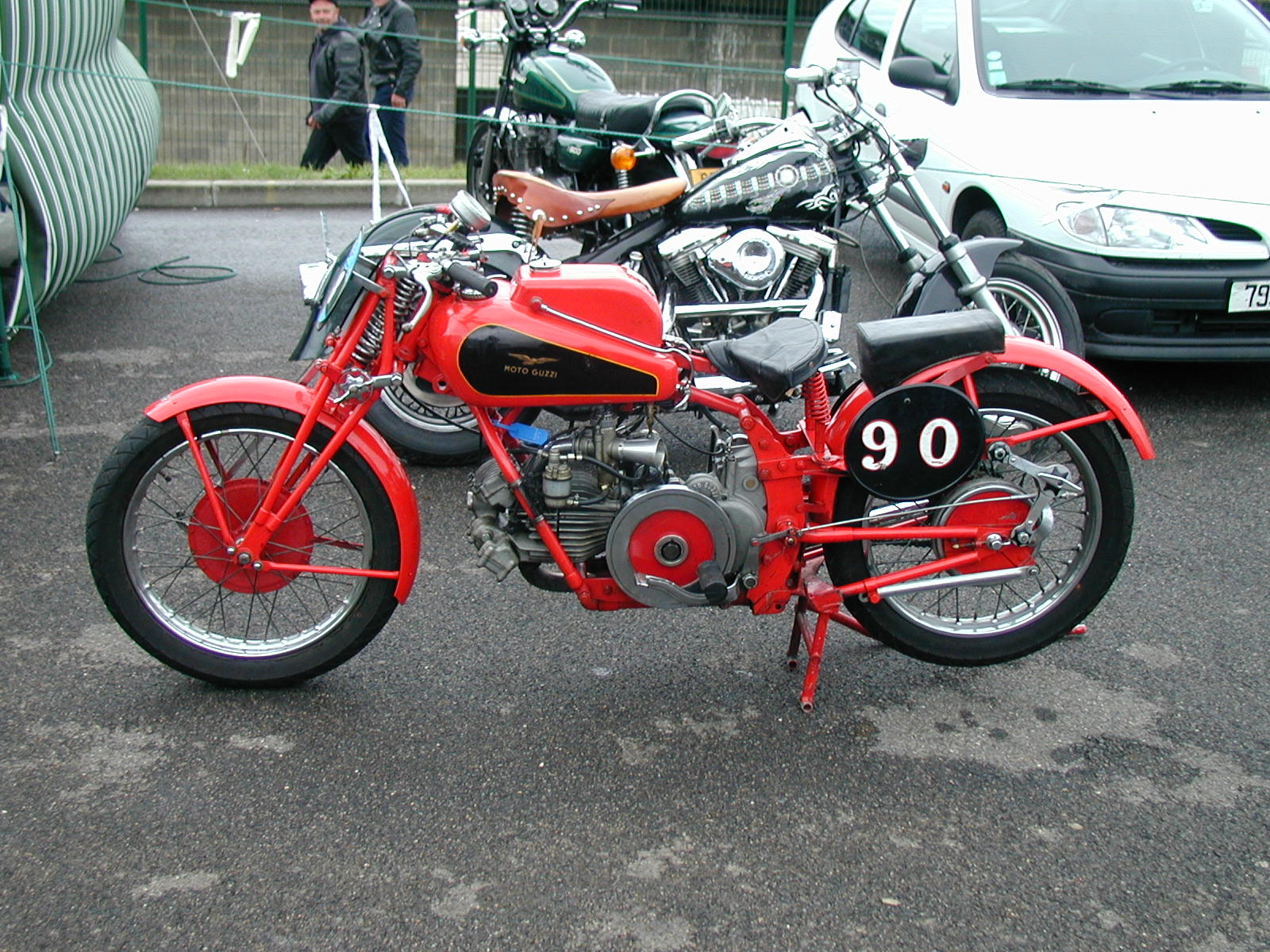
Ancienne Moto Guzzi monocylindre.

C'est sur les bords du lac de Côme, à Mandello del Lario, en 1921, que voit le jour la première moto portant la marque de « Moto Guzzi » : un monocylindre horizontal à quatre temps de 499 cm3.
Bien que sa disposition ait marqué pendant longtemps la production Moto Guzzi, les choix techniques sont extraordinairement modernes puisqu'il s'agit d'un bloc-moteur et qu'il possède quatre soupapes entraînées par un arbre à cames en tête (ACT).
Les premiers modèles de série, s'ils conservent le cylindre horizontal et le bloc-moteur, adoptent une distribution OHV culbutée, plus classique et économique, qui établira la réputation de fiabilité de la marque. La Normale, première Moto Guzzi de série, est produite en grand nombre de 1921 à 1924.
Cette disposition marque pendant longtemps la production de Guzzi, qui la décline en de nombreuses cylindrées. Les innovations ne manquent pas du côté de la partie-cycle avec, notamment, une moto entièrement suspendue dès 1928.

### Difficultés et renaissance
La V7 naît en 1963 à la suite d'un concours ministériel pour équiper la police et l'Armée. Le moteur, un bicylindre en V à 90° longitudinal, était issu (selon la légende) d'une sorte de tracteur à trois roues motrices : la « Mule » ou « Tre-Tre ». La version civile de la V7 est dévoilée en 1965 et commercialisée en 1967.
Ce modèle, dont la descendance est toujours produite actuellement, sera salvateur pour la marque.
En 1964, Carlo Guzzi meurt et Enrico Parodi se trouve à la tête de la firme. Ses choix ne seront pas des plus judicieux. Sans compter le marasme général dont fut victime l'ensemble de la production motocycliste, victime de la concurrence des petites voitures à bas prix (Fiat 500, en Italie).
En 1966, Moto Guzzi est en faillite et passe sous le contrôle de l'Istuto Mobiliare Italiano. Giulio Cesare Carcano est « remercié ». Il deviendra architecte naval puis mourra en septembre 2005 quelques mois après Umberto Todero.
En 1967, la SEIMM, société par actions, est créée pour sauver Moto Guzzi.
En 1972, Alejandro de Tomaso acquiert la marque, ce qui donnera l'occasion de découvrir des Guzzi 250, 350 et 400 cm3 à quatre cylindres ; en fait des Benelli recyclées.
Cette époque verra également la naissance du petit bloc (350 et 500 cm3), toujours un V2 culbuté longitudinal et à transmission à cardan. Ces modèles ont une architecture originale, avec un bras oscillant articulé à l'arrière de la boîte de vitesses, permettant un poids particulièrement faible. Ce petit bloc sera commercialisé jusqu'à l'époque contemporaine dans diverses cylindrées et finitions.
En 1986, l'usine prend contact avec John Wittner pour assurer le développement des cadres poutre (spine type) qui équiperont les futures sportives de la marque : 1100 Sport, 1000 Daytona et V10 Centauro.
En 1988, une restructuration de Moto Guzzi et de Benelli aboutit à la création de GBM Spa.
L'année 1994 voit un nouveau management en la personne d'Arnolfo Sacchi via la Finprogetti Spa. Il va redresser les comptes de Moto Guzzi. C'est sous sa houlette que la célèbre arlésienne naquit : l'Ippogrifo, dotée du moteur 750 Hie des drones israéliens : moteur à chambre de combustion hémisphérique et arbre à cames central, créé par Umberto Todero et ayant passé des tests sévères comme tourner deux cents heures en continu à 7 000 tr/min. Ce moteur sera homologué par l'US Air Force et 650 exemplaires seront vendus à l'OTAN entre 1991 et 1995.
En 1995, De Tomaso démissionne. Le groupe DTI (De Tomaso Industries) devient la Trident Rowan Inc. coté à la Bourse de New York.
Sur fond de restructuration (une de plus), Moto Guzzi France est créée en 1997, faisant disparaître le dernier importateur français indépendant : la SDM. Cette année-là, 360 Moto Guzzi sont vendues en France.
En 1999, Moto Guzzi, détenue à 61 % par la Trident Rowan Inc., fusionne avec Atlantic Acquisition Corp. pour donner naissance à la Moto Guzzi Corporation.
En 2000, Aprilia (Ivano Beggio) rachète Moto Guzzi après moult annonces. La restructuration (encore une) nécessitera l'injection de treize millions d'euros en 2003.
En 2004, Aprilia met en vente Moto Guzzi. En mai, les banques italiennes injectent trente millions d'euros pour faire tenir le groupe Aprilia face à ses créanciers. Il n'y a plus que quatre mille Guzzi qui sortent des chaînes de Mandello del Lario.
Le marché « Publicche Administrazione » perdu depuis 1998 revient grâce à la Breva 750 PA.
Piaggio (dépendant de l'IMMSI) reprend Moto Guzzi en septembre 2004.
En 2005, sept mille machines sortent des chaînes de Mandello del Lario.
Octobre 2006 voit la victoire de Gianfranco Guareschi sur la MGS, un modèle développé par Ghezzi & Brian, au Super Twin italien.
Le 11 décembre 2006, la dix millième Moto Guzzi (une 1200 Sport) fabriquée sort des usines de Mandello del Lario. L'usine renoue avec ce nombre jamais atteint depuis 1998.
Le 15 mars 2021 marque la centième année d'existence de Moto Guzzi.

## Compétition

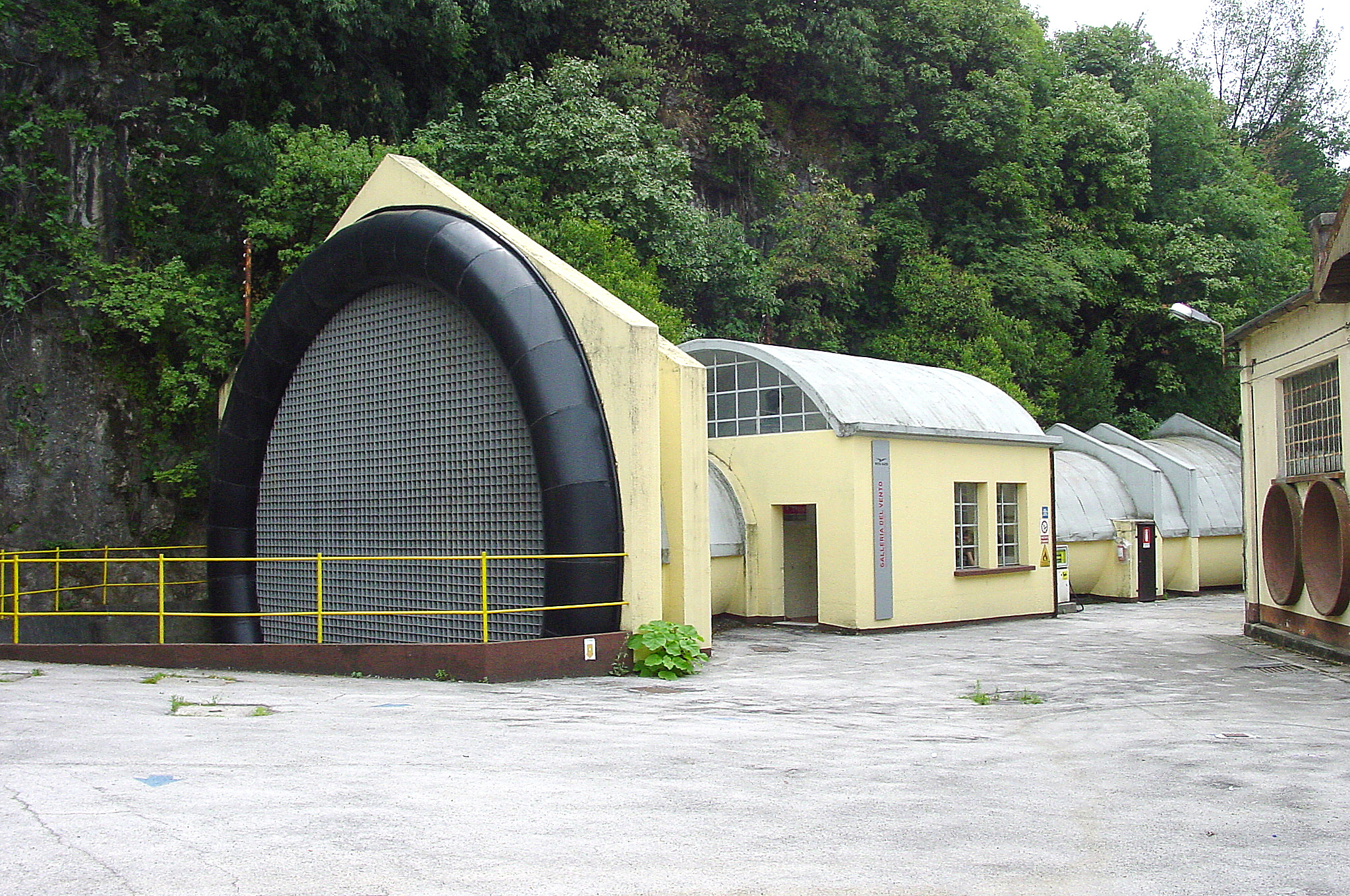
Vue de l'extérieur de la soufflerie (2004).

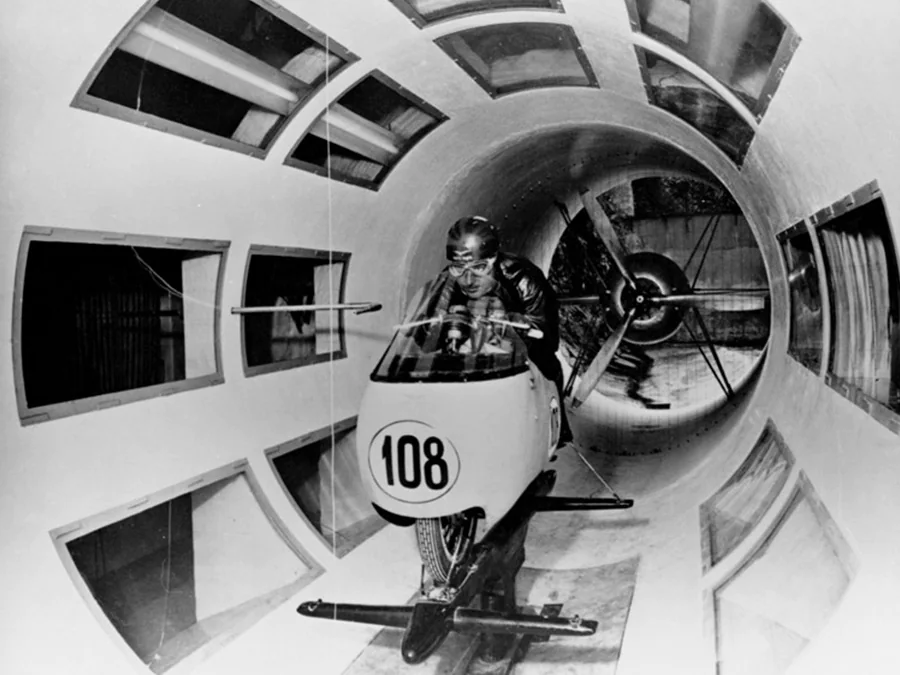
Soufflerie, vue de l'intérieur (années 1950).

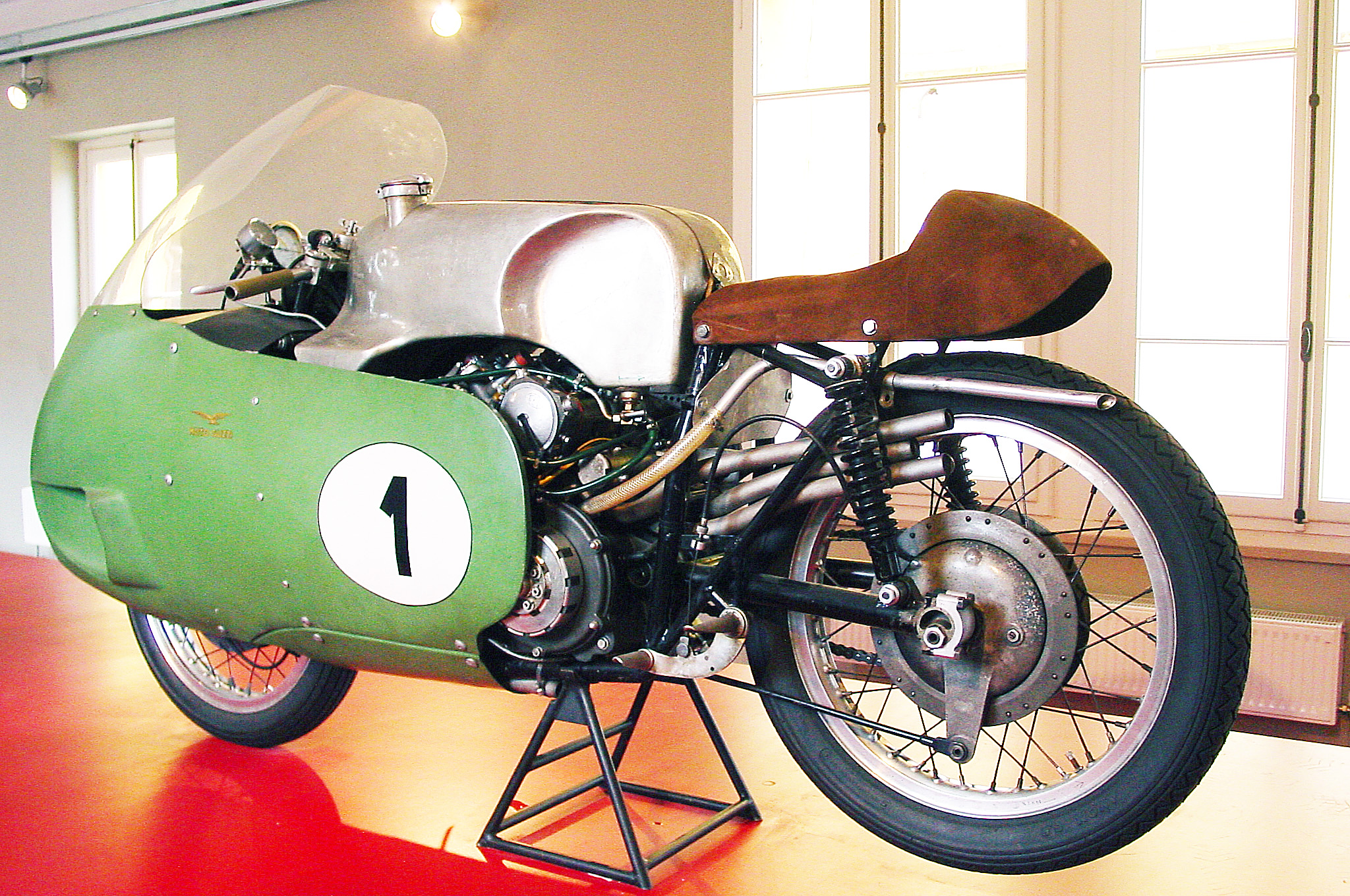
L'ingénieuse Ottocilindri à moteur V8.

Tandis que les motos de production restaient relativement classiques (à l'exception, en 1932, d'un tricylindre horizontal de 500 cm3), Moto Guzzi fit preuve d'une activité intense en compétition, mettant en œuvre, dans ce but, la première soufflerie utilisée pour les motos en 1950. La légende veut que cette soufflerie (toujours virtuellement opérationnelle mais interdite d'utilisation) n'ait pu être utilisée que la nuit sous peine de priver toute la ville de courant.
Dès les années 1930, Guzzi se frotta à la concurrence internationale, y compris dans le très compétitif et très dangereux Tourist Trophy, disputé sur l'île de Man. La firme réussit à damer le pion à l'industrie motocycliste britannique, alors dominante, d'abord en embauchant des pilotes anglo-saxons come Stanley Woods (en), puis en confiant sa 250 Albatros « usine » au légendaire Omobono Tenni, pilote talentueux autant que casse-cou, qui lamina la concurrence britannique lors du Tourist Trophy 1937 qu'il remporta haut la main, devenant l'idole de l'Italie. La presse du régime mussolinien ne manqua pas d'exploiter ce succès à des fins de propagande.
Si des monocylindres horizontaux furent également utilisés, ils se déclinaient alors en 250, 350 ou 500 cm3, équipés d'arbre(s) à cames en tête simple (ACT ou SOHC) ou double (DOHC), de deux ou quatre soupapes, assistés éventuellement de compresseurs volumétriques.
Moto Guzzi adopta également des solutions bien différentes avec un quatre cylindres transversal refroidi par eau (1931), un tricylindre transversal DOHC (1932), un bicylindre en V transversal à ACT (1933), un bicylindre parallèle horizontal DOHC (1947), un quatre cylindres longitudinal refroidi par eau (1952) et, point d'orgue, le seul V8 (celui de la Ottocilindri) réellement conçu pour une moto en 1955, juste avant le retrait de Moto Guzzi de la compétition.
Cette débauche technologique permet de classer Moto Guzzi parmi les constructeurs les plus prolifiques qui aient jamais existé.
Elle ne fut pas vaine, puisqu'elle permit à la marque de Mandello del Lario de conquérir de nombreux titres :
- 1949 : Champion du monde 250 avec Bruno Ruffo (7 Moto Guzzi dans les 10 premières) ;
- 1950 : Vice-Champion du monde 250 ;
- 1951 : Champion du monde 250 avec Bruno Ruffo (8 Moto Guzzi dans les 10 premières) ;
- 1952 : Champion du monde 250 avec Lorenzetti (7 Moto Guzzi dans les 10 premières) ;
- 1953 : Champion du monde 350 avec Fergus Anderson et 21e avec Lorenzetti ;
- 1954 : Champion du monde 350 avec Fergus Anderson ;
- 1955 : Champion du monde 350 avec Bill Lomas ;
- 1956 : Champion du monde 350 avec Bill Lomas ;
- 1957 : Champion du monde 350 avec Keith Campbell,

sans oublier de nombreuses victoires en GP 500 cm3 et les onze victoires en Tourist Trophy sur terre anglaise, entre 1935 et 1956 sur 250, 350 et 500 cm3.
L'usine de Mandello del Lario totalise 3 329 victoires sur circuits, soit presque cent par an entre 1921 et 1957, et fut six fois championne du monde constructeur.
- 2006 : Moto Guzzi revient victorieusement en course grâce à la MGS-01 Corsa et Gianfranco Guareschi lors de la Battle of Twins de Daytona de mars, catégorie Formula 1 et remporte le Super Twin italien en octobre grâce au même pilote avec la même machine.
- 2007 : Gianfranco Guareschi renouvelle son exploit de 2006 et remporte à nouveau, devant quarante mille spectateurs, la BOT de Daytona en catégorie Formula 1.

## Personnalités
- Carlo Guzzi (it), initiateur de la marque avec Giovanni Ravelli (it) et Giorgio Parodi. Tous trois anciens de l'armée de l'air italienne. Guzzi est le mécanicien de l'équipe. Il meurt en 1964 à l'âge de soixante-quinze ans.
- Giovani Ravelli n'assistera pas à la naissance de la marque car il est tué dans un accident d'avion peu après la Première Guerre mondiale, mais il était prévu qu'il soit le pilote de course de la marque. L'aigle Moto Guzzi est l'emblème choisi à sa mémoire.
- Giorgio Parodi, pilote de l'air, dont le père permettra le financement du projet à la fin de l'année 1920. Il meurt en 1955.
- Giulio Cesare Carcano, de 1936 à 1966, inventeur du 500 V8 et du V2. Il meurt en septembre 2005 après une nouvelle carrière d'architecte naval.
- Umberto Todero, entré chez Moto Guzzi en 1939. À l'instar de Molière, il ne la quittera qu'à sa mort en février 2005.
- Lino Tonti, entré en 1967 pour remplacer Carcano, inventeur du cadre de la V7 Sport (modèle sorti entre 1972 et 1974) et des « petites » V50.
- John Wittner, dentiste américain, pilote-mécanicien émérite : il est l'artisan des 1000 Daytona en compagnie de Todero.

## Modèles commercialisés
Moto Guzzi a commercialisé de nombreux modèles de cyclomoteurs et motos,,. On recense à ce jour[Quand ?] près de 240 modèles d'engins à moteur (hors avions et bateaux) dont des triporteurs civils et militaires, des protos, une moto équipée de skis (la Cicogna), la fameuse « mule mécanique » et quatre motoculteurs.
Parmi les modèles les plus célèbres, citons la première V7 (700 cm3), la V7 Special (750), la 850 GT, la 850 California, avec ses airs de Harley-Davidson, adoptée par la police américaine, la V7 Sport, dont Mike Hailwood disait « C'est la meilleure partie-cycle que j'aie vue sur une moto de route », la 850 Le Mans, sportive, 1000 Le Mans, 1100 Sport, la V1000 I Convert (à convertisseur de couple), et la V50 de 1979, avec bras oscillant en aluminium directement articulé à la boîte de vitesses, qui a donné naissance à toute la gamme des « petites » Guzzi, jusqu'aux actuelles 750.
Le Stelvio 1200 4V, présenté en février 2007 à Berlin, est un trail placé concurrentiellement sur le terrain de la BMW R 1200 GS.
Apparues mi-2007 :
- 940 Custom rebaptisée Bellagio pour sa sortie effective en mars 2007 ;
- Norge 850 ;
- Griso 1200 8V (quatre soupapes par cylindre).

En 2008, la marque est concentrée sur les motos dérivées du V7 pour la production des « gros blocs », par exemple :
- California 1100 Classic et Vintage (moderne classique) ;
- Breva 1100 et 1200 ;
- Griso 850 et 1100 ;
- Norge 1200 GT ;
- 1200 Sport ;
- MGS-01 Corsa (uniquement destinée à la compétition).

À l'exception de la MGS-01 Corsa, animée par un bloc quatre soupapes de 1 225 cm3 issu du bloc Daytona, tous les autres blocs sont issus de celui de la Breva 1100, double allumage (sauf pour les 850 : simple allumage).
Dans la série des « petits blocs » issue d'un prototype à base de V50, il ne reste plus en 2009 que :
- Nevada 750 Classic ;
- Breva 750 ;
- V7 Classic (moderne classique).

Les machines issues de l'ère « pré-Piaggio » ont progressivement disparu : les V11, qui avaient vu renaître la marque en 1999, en 2006, et les mythiques California issues des mêmes moteurs, en 2011.
La liste des 1100 V11 est longue : Sport, Rosso Mandello, Scura, Cafe Sport, Le Mans, Le Mans Rosso et Nero Corsa, Le Mans Tenni, Ballabio et Coppa Italia ; ainsi que des séries limitées comme la Scura R, les Sport TT et CF Special Edition, et une V11 Playboy.
De 2013 à 2020, Moto Guzzi reprend l’appellation « California » sur un modèle haut de gamme, la California Touring,, à moteur 1 380 cm3 à quatre soupapes issu du 1200, et dont plusieurs versions seront dérivées : California Custom (2013-2016), Eldorado (2015-2020), MGX-21 Flying Fortress (2016-2019) et Audace (2017-2020). Ne passant pas la norme Euro 5, elles sortent du catalogue en 2020.
En 2021, pour le centenaire de la marque, seuls trois modèles sont disponibles, dotés d'un moteur V2 de 853 cm3 :
- la V7 quatrième génération, avec les versions Stone, Spécial, Centenario, de 65 ch ;
- la V9 apparue en 2015, avec les versions Roamer, Bobber, Bobber Centenario, de 65 ch ;
- le trail V85 TT apparu en 2019, avec les versions standard, Evocative graphics, Travel et Centenario, de 80 ch.

Une toute nouvelle Moto Guzzi, la V100 Mandello, pourvue d'un bicylindre en V inédit, à refroidissement liquide, est présentée à l'EICMA 2021, pour le centenaire de la marque, et commercialisée fin 2022,.
Enfin lors de l'EICMA 2023, le constructeur présente sa nouvelle Stelvioqui reprend le moteur de la V100 Mandello. Ce modèle, arrive dans la catégorie prisée des gros trails routiers. Forte d'un esthétique avantageux cette Stelvio au bon rapport qualité prix laisse présager pour le constructeur de Mandello del Lario un avenir radieux après le succès de la V85 TT et le lancement réussi de la V100 Mandello.

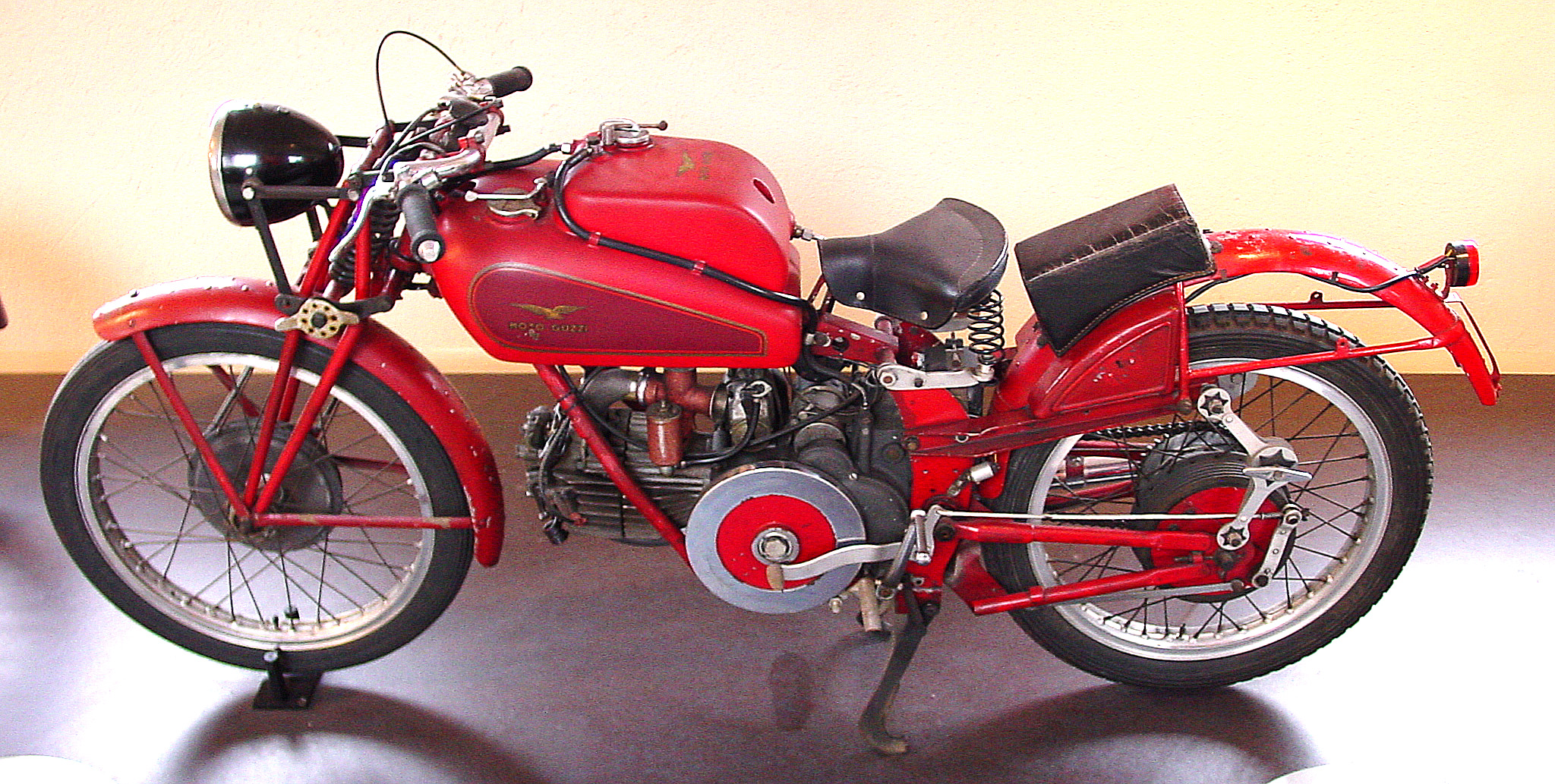
Condor.
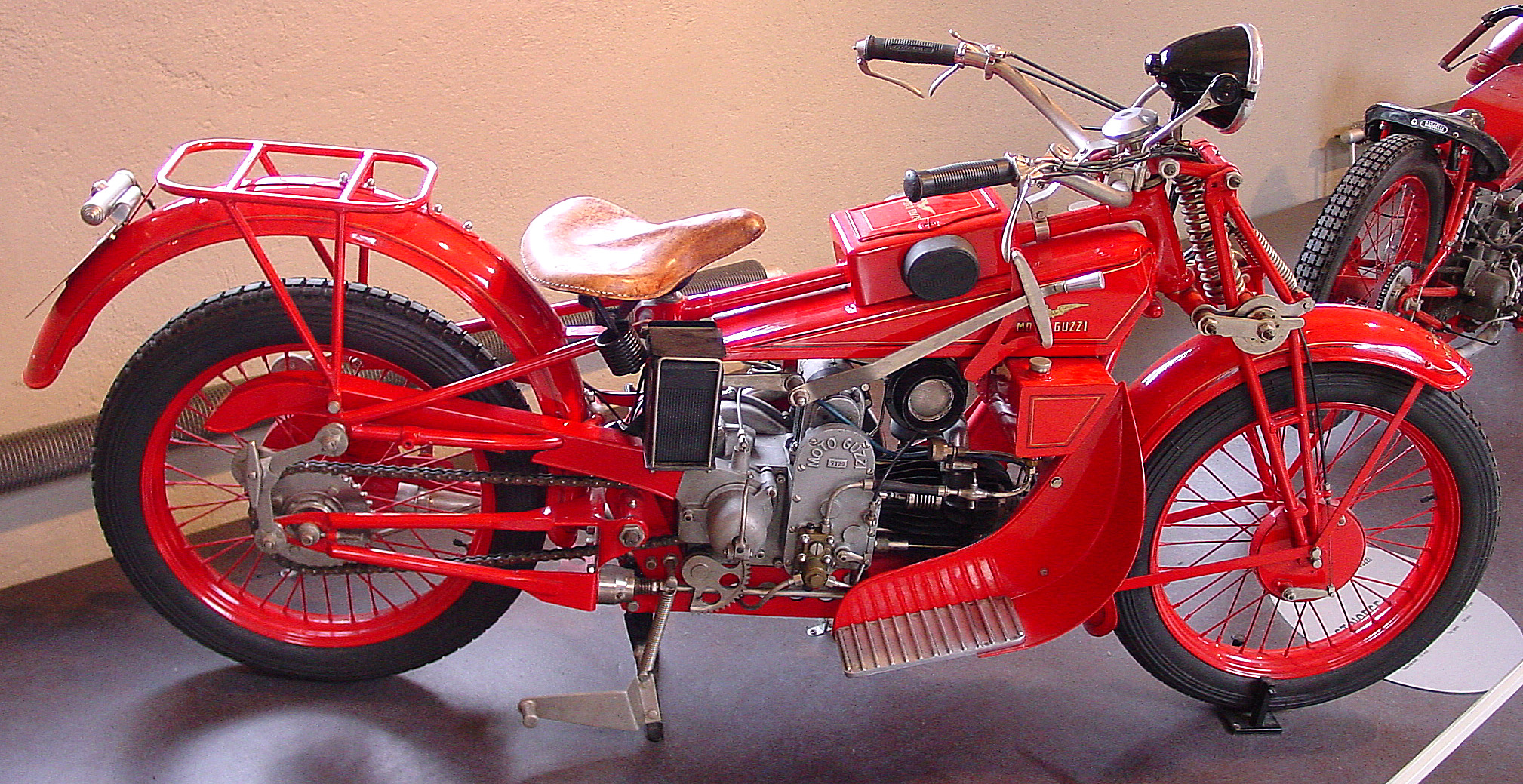
GT 500 Norge.
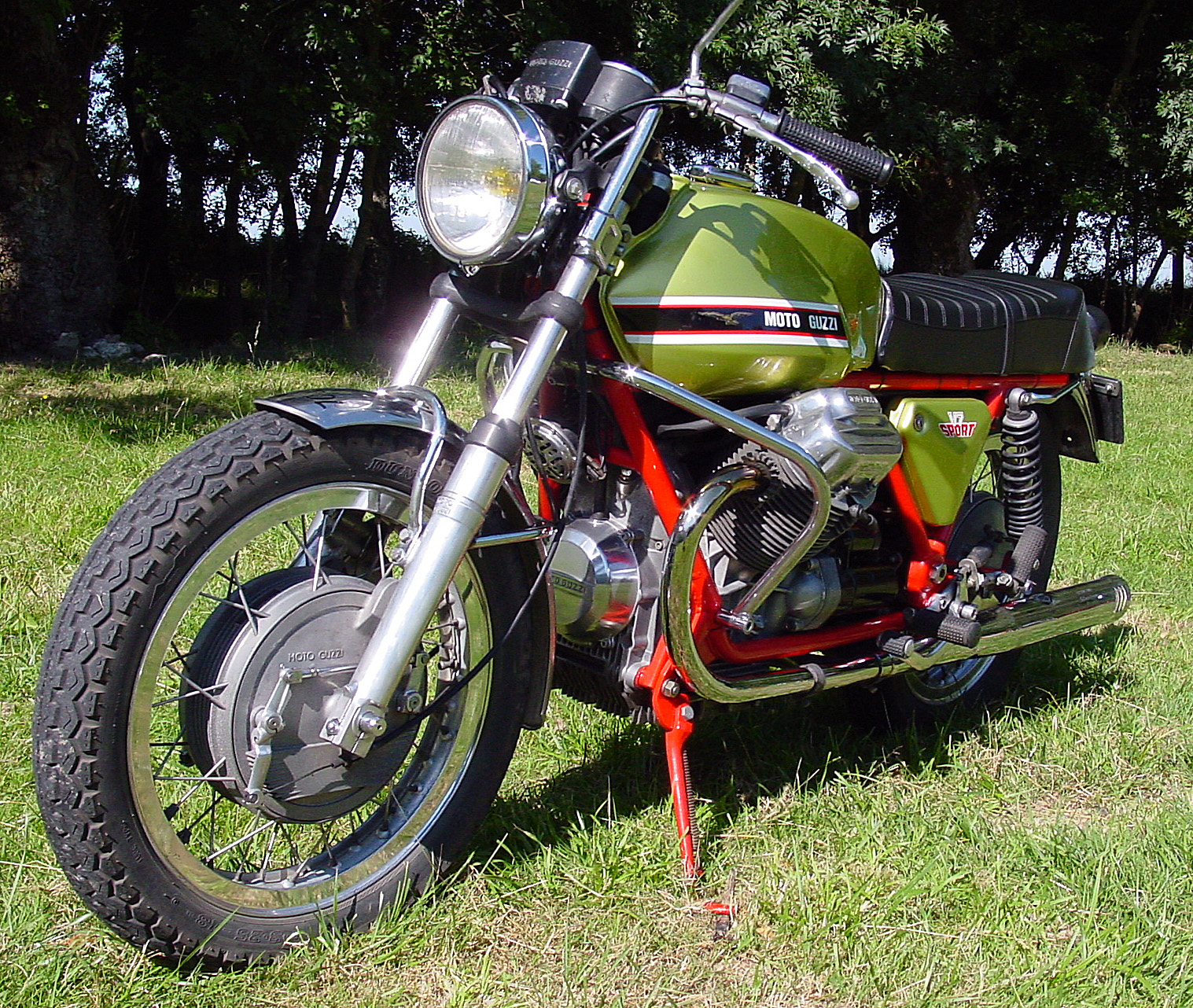
V7 Sport.
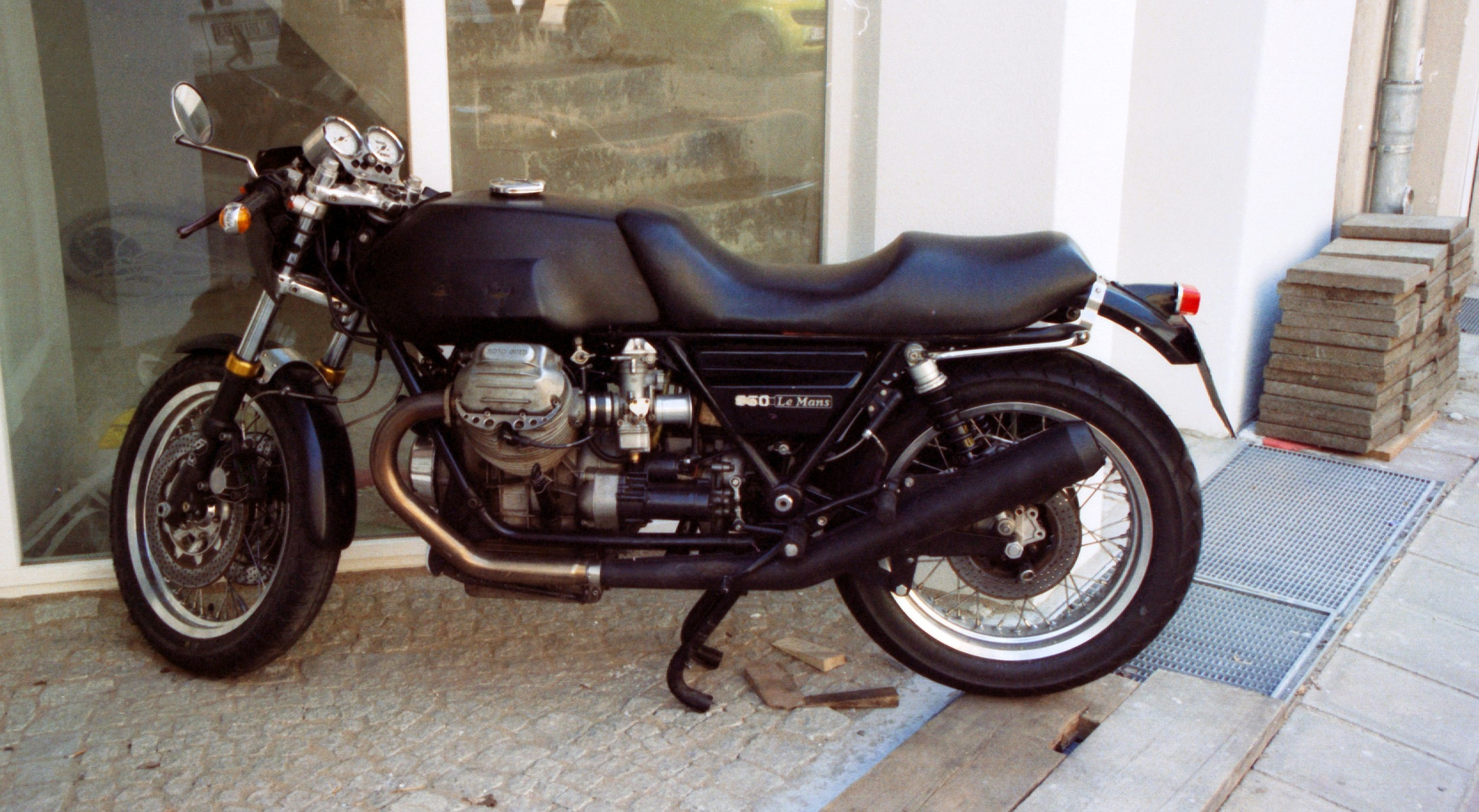
850 Le Mans.
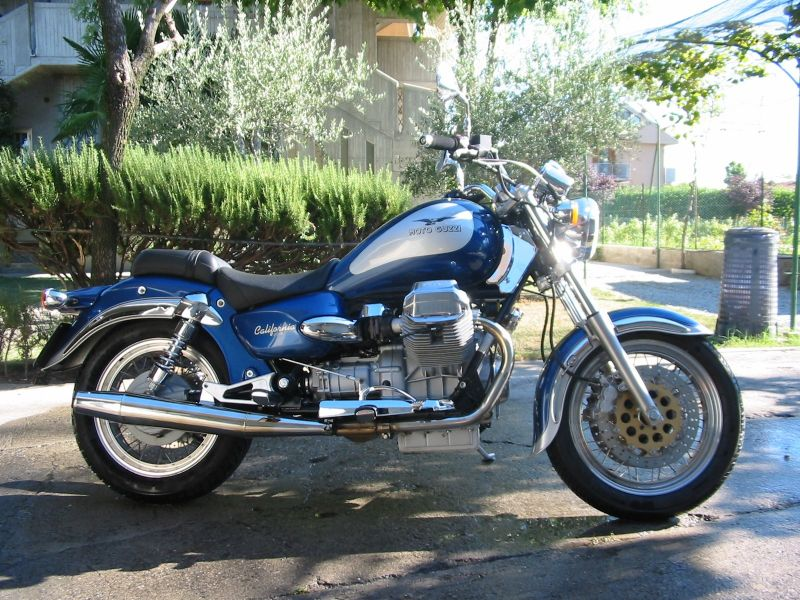
California Special.
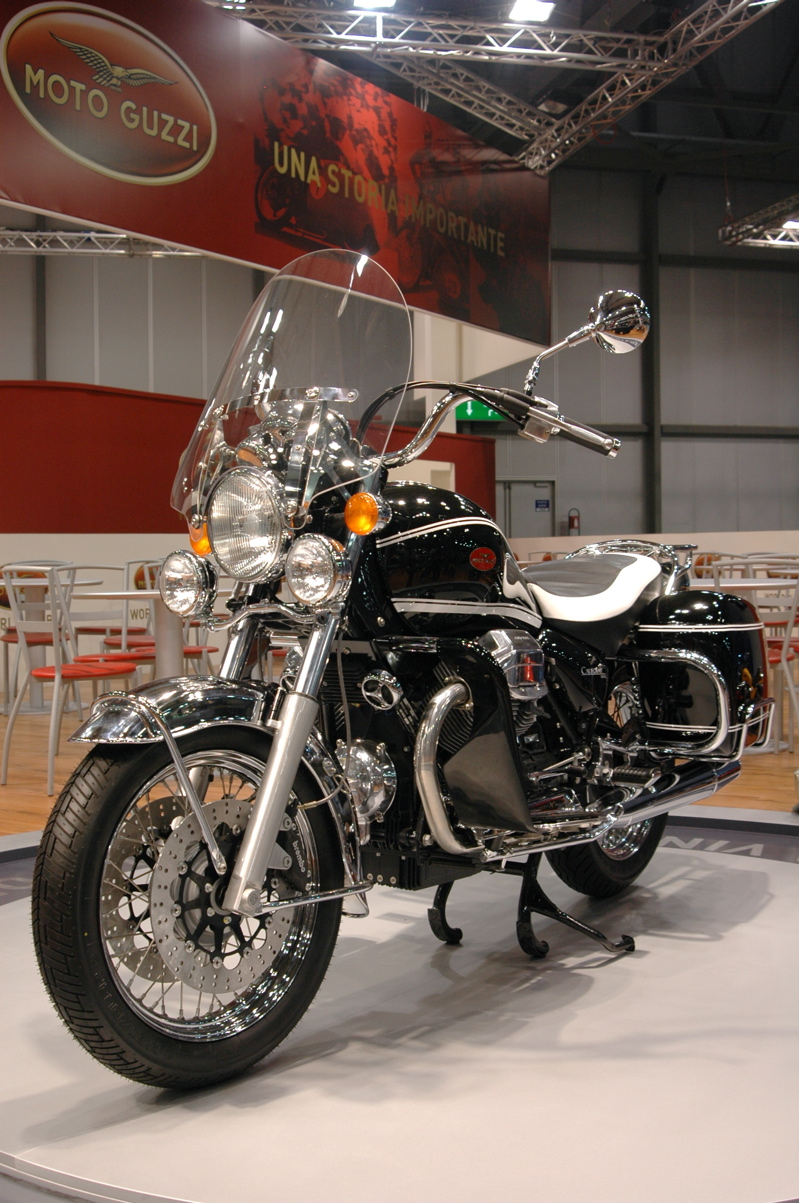
California Vintage.
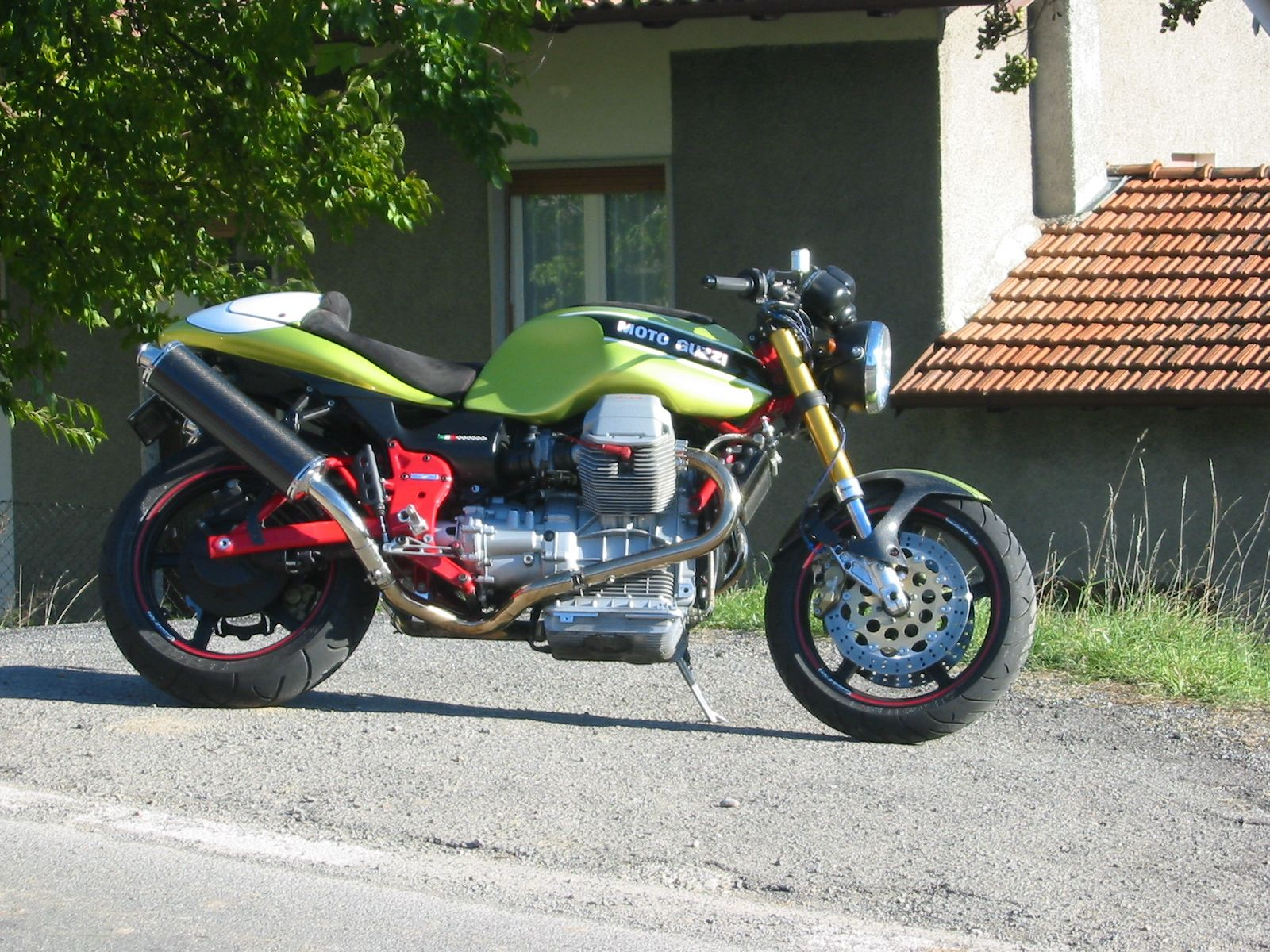
V11 Sport.
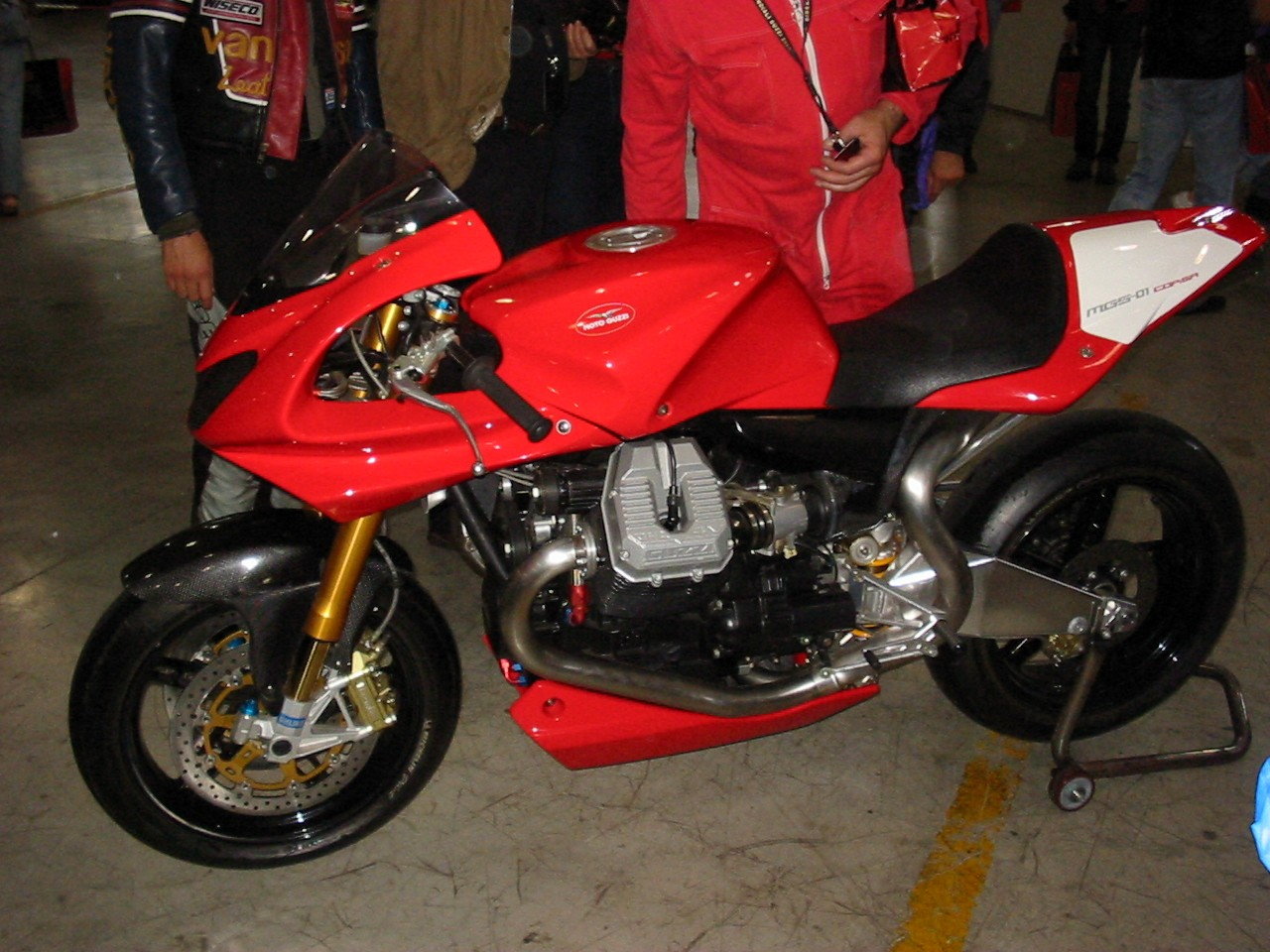
MGS-01 Corsa.

## Guzzi et le sport nautique
L'usine de Mandello del Lario est installée tout près du lac de Côme, c'est la raison pour laquelle un très actif club d'aviron (Canottieri della Moto Guzzi) fut créé au sein de l'entreprise et prospéra, tant sous le fascisme (les ouvriers étaient encouragés à faire du sport dans le cas de l'œuvre du Dopolavoro (it)) qu'après la guerre où le PCI et l'Église catholique rivalisèrent pour encourager des clubs sportifs sous leur obédience. Le charismatique ingénieur en chef de l'usine Giulio Cesare Carcano était un mordu d'aviron, puis de voile, disputant maintes fois la course de la Giraglia ; il mit au point une technique originale pour optimiser la cadence et l'efficacité des rameurs, ce qui permit au 4 sans barreur mené par quatre ouvriers de l'usine, Moioli, Invernizzi, Morille et Faggi, de décrocher la médaille d'or aux JO de Londres de 1948.
Signe d'une époque où le sport olympique était régi par l'amateurisme, ces quatre ouvriers devenus des stars du monde sportif reçurent des récompenses modestes : Carlo Guzzi leur fit cadeau à chacun d'une petite moto de 175 cm3 et de huit jours supplémentaires de congés payés.

## Culture populaire
Bien que ce trait n'ait pas été repris dans les films tirés de ses romans, le héros récurrent des livres de Giovannino Guareschi, le curé Don Camillo, est un fervent motocycliste qui chevauche une Moto Guzzi pour répandre la « bonne parole » dans son canton de la plaine du Pô. Il arrive à sa moto de faire preuve de performances inattendues. Guareschi écrit ainsi : « La moto bondit en avant dans la nuit comme si elle enfermait dans ses flancs toute la puissance des machines de l'usine de Mandello »[réf. nécessaire].
Julius Puech, le héros de la trilogie spinoziste de Jean-Bernard Pouy, est reconnaissable à ses bottes en lézard mauve et à sa moto : une Guzzi 850 California.